# Тувинская акша
Акша́ (тув. akşa — в тюркских языках «деньги», буквально — «светлый») — денежная единица Тувинской Народной Республики в 1934—1944 годах. Делилась на 100 копеек (тув. kɵpejek).

## История
Основанный 25 июля 1925 года Государственный банк ТНР — «Тувинбанк» по договорённости между правительствами ТНР и СССР в течение 1925—1929 годов выпускал в обращение советские деньги: сначала серебряные монеты, заменившие монеты царской чеканки, а позднее бумажные казначейские и банковские билеты (рубли и червонцы). В декабре 1933 правительство ТНР приняло постановление, согласно которому на советские денежные знаки наносилась синей краской надпечатка с изображением нового герба ТНР и текстом: «Имеет хождение только в ТНР». Обмен производился с 10 декабря 1933 до мая-июня 1934 года.
В период 1933—1934 годов была произведена замена советской разменной монеты на изготовленные в СССР тувинские монеты достоинством в 1, 2, 3 и 5 коп. (бронзовые) и 10, 15 и 20 коп. (никелевые). Чеканка осуществлялась на Ленинградском монетном дворе (ЛМД), а монеты имели аналогичные советским технические характеристики. Они находились в обращении до 1 мая 1945 года.
1 января 1936 года в стране была проведена денежная реформа, в ходе которой советские деньги были заменены национальной валютой — банкнотами Тувинской Народной Республики в 1, 3, 5, 10 и 25 акша. Обмен производился по курсу 1:1. Банкноты ТНР были изготовлены Гознаком СССР, всего на сумму 2 млн акша.
11 августа 1939 правительственная комиссия ТНР утвердила образец денежных знаков нового рисунка. Банковские билеты печатались Гознаком СССР. С 1 марта 1941 года в обращение выпущены денежные знаки образца 1940 года достоинством 1, 3, 5, 10 и 25 акша. Обмен банковских билетов старого образца продолжался до 1 сентября 1941 года.
11 октября 1944 ТНР вошла в состав СССР на правах автономной области РСФСР. С 1 января 1945 на её территории началось обращение советских денежных знаков. В течение четырёх месяцев (до 1 мая 1945) производился обмен тувинских акша образца 1940 года и разменной монеты образца 1934 на советские рубли. После этого оставшаяся на руках тувинская валюта была аннулирована.

## Монеты
На аверсе монет — название государства (тув. TЬBA ARAT RESPUBLIK) и банка-эмитента (тув. TЬBA SADЬƢ-YLETPYRNYꞐ BANKЬZЬ).
На реверсе — номинал числом и прописью, год выпуска.
| Изображение | Номинал (копеек) | Материал    | Диаметр (мм) | Толщина (мм) | Масса (г) | Гурт     | Годы выпуска |
| ----------- | ---------------- | ----------- | ------------ | ------------ | --------- | -------- | ------------ |
|             | 1                | бронза      | 14           |              | 1,4       | гладкий  | 1934         |
|             | 2                | бронза      | 18           |              | 2,1       | гладкий  | 1933, 1934   |
|             | 3                | бронза      | 22           |              | 2,8       | гладкий  | 1933, 1934   |
|             | 5                | бронза      | 25           |              | 5         | рубчатый | 1934         |
|             | 10               | медь+никель | 17           |              | 1,8       | рубчатый | 1934         |
|             | 15               | медь+никель | 20           |              | 2,7       | рубчатый | 1934         |
|             | 20               | медь+никель | 22           |              | 3,26      | рубчатый | 1934         |

## Банкноты
| Изображение     | Изображение       | Номинал (акша) | Размеры (мм) | Основные цвета | Годы выпуска |
| Лицевая сторона | Оборотная сторона | Номинал (акша) | Размеры (мм) | Основные цвета | Годы выпуска |
| --------------- | ----------------- | -------------- | ------------ | -------------- | ------------ |
|                 |                   | 1              | 155×85       | коричневый     | 1940         |
|                 |                   | 3              | 155×85       | зелёный        | 1940         |
|                 |                   | 5              | 155×85       | синий          | 1940         |
|                 |                   | 10             | 155×85       | красный        | 1940         |
|                 |                   | 25             | 155×85       | бордовый       | 1940         |